# Veľká Lomnica
Veľká Lomnica (in ungherese Kakaslomnic, in tedesco Großlomnitz, in polacco Wielka Łomnica) è un comune della Slovacchia facente parte del distretto di Kežmarok, nella regione di Prešov.